# Hertener Schlosswald
Das Naturschutzgebiet Hertener Schlosswald liegt auf dem Gebiet der Stadt Herten im Kreis Recklinghausen in Nordrhein-Westfalen.
Das etwa 117 ha große Gebiet wurde im Jahr 2008 unter der Schlüsselnummer RE-050 unter Naturschutz gestellt. Es erstreckt sich in der Kernstadt Herten südlich des Sankt Elisabeth Krankenhauses. Unweit nordwestlich verläuft die Landesstraße L 622, östlich die L 638 und südlich die A 2.